# Пальгунов Микола Григорович
Микола Григорович Пальгунов (1 серпня 1898, місто Санкт-Петербург, тепер Російська Федерація — 16 червня 1971, місто Москва) — радянський діяч, журналіст, генеральний директор Телеграфного агентства Радянського Союзу (ТАРС). Член Центральної Ревізійної Комісії КПРС у 1956—1961 роках.

## Життєпис
Народився в селянській родині, яка походила з села Дубровки Ярославської губернії. У 1917 році загинув батько.
У 1914 році Микола Пальгунов закінчив чотирикласне вище початкове училище, в 1916 році — Петроградське реальне училище М. Т. Крюкової.
У 1917—1919 роках — робітник Петроградського трубкового заводу.
У 1918 році вступив на хімічне відділення Технологічного інституту; слухав лекції на економічному відділенні гуманітарного факультету в Петрограді. З 1919 року жив у місті Ярославлі.
Член РКП(б) з листопада 1919 року.
У 1920 році вступив на аграрний факультет Ярославського університету, в 1923 році перевівся на педагогічний факультет, який ( під назвою Ярославський учительський інститут) закінчив у 1925 році.
Одночасно у 1921 році — завідувач організаційно-інструкторського відділу Ярославського губернського комітету РКП(б). У 1921-1922 роках завідував Ярославською губернською партійною школою. Займався збиранням та вивченням матеріалів про революційний рух в Ярославській губернії.
У 1922—1923 роках — заступник редактора ярославської газети «Северный рабочий». У 1923—1924 роках — відповідальний редактор курського журналу «Наш труд». З 8 серпня 1924 року — відповідальний редактор ярославської газети «Северный рабочий».
З червня 1926 по вересень 1929 року — редактор газети «Курская правда». Самостійно вивчив кілька іноземних мов.
З жовтня 1929 року — співробітник іноземного відділу Телеграфного агентства Радянського Союзу (ТАРС). Закінчив курси журналістів-міжнародників. Працював у Персії (Ірані) (1930—1932), Фінляндії (1932—1935) і Франції (1935—1940).
У 1940—1943 роках — завідувач відділу друку Народного комісаріту закордонних справ СРСР.
19 червня 1943 — серпень 1960 року — відповідальний керівник (генеральний директор) Телеграфного агентства Радянського Союзу (ТАРС) при Раді міністрів СРСР.
Одночасно в 1956—1959 роках — голова Організаційного бюро Спілки журналістів СРСР. У 1959—1966 роках — секретар правління Спілки журналістів СРСР.
З серпня 1960 року — персональний пенсіонер у місті Москві. Вийшов на пенсію, втративши зір, який був слабким з юних років. У Москві жив в Будинку на Набережній, квартира № 284.
Помер 16 червня 1971 року в Москві. Похований на Новодівочому цвинтарі Москви.

## Праці
- Тридцять років: Спогади журналіста і дипломата. Москва: Політвидав, 1964.
- Нотатки про інформацію. Москва: МДУ, 1967.
- Основи інформації в газеті: ТАРС і його роль. Москва: МДУ, 1955.
- Шістнадцять днів: Матеріали з історії ярославського білогвардійського заколоту: (6—21 липня 1918 р.) / Під ред. М. Г. Пальгунова, О. І. Розанової. Ярославль: Ярославський губком РКП (б), 1924.

## Родина
Дружина Маріанна Олександрівна — козачка станиці Кубанська Ставропольського краю, народилася в 1898 році. Одружилися в 1920 році. У 1924 році народилася дочка Нінель, названа на честь Леніна.

## Нагороди
- три ордени Трудового Червоного Прапора (3.11.1944; 18.07.1958; 1962)
- орден «Знак Пошани» (27.07.1940)
- медалі